# Майлышат
Майлышат (каз. Майлышат) — село в Алакольском районе Жетысуской области Казахстана. Входит в состав Акжарского сельского округа. Код КАТО — 193433300.

## Население
В 1999 году население села составляло 193 человека (97 мужчин и 96 женщин). По данным переписи 2009 года, в селе проживали 72 человека (38 мужчин и 34 женщины).